# Ekwalizator i koekwalizator
W teorii kategorii pojęcie ekwalizatora jest uogólnieniem pojęcia jądra morfizmu. Jest to formalizacja intuicyjnego pojęcia podobiektu, na którym dwa dane morfizmy są równe.

## Ekwalizator
Załóżmy, że φ: A → B i ψ: A → B są równoległą parą morfizmów kategorii {\displaystyle {\mathfrak {A}}.} Ekwalizator pary φ, ψ to obiekt E wraz z morfizmem λ: E → A spełniającym następujące dwa warunki:
(i) φλ = ψλ,
(ii) dla dowolnego obiektu X i dowolnego morfizmu ξ: X → A spełniającego warunek φξ = ψξ istnieje jeden i tylko jeden morfizm θ: X → E taki, że λθ = ξ.
Standardowe rozumowanie pokazuje, że jeśli para φ, ψ ma ekwalizator λ, to jest on przez te morfizmy wyznaczony jednoznacznie z dokładnością do izomorfizmu oraz λ jest monomorfizmem.
W kategoriach Set, Grp, Top i wielu innych ekwalizatorem równoległej pary φ, ψ mofizmów jest podobiekt {\displaystyle E=\{x\mid \varphi (x)=\psi (x)\}} wraz z włożeniem tożsamościowym {\displaystyle i\colon E\to A.}

## Koekwalizator
Pojęciem dualnym do ekwalizatora jest koekwalizator. Jeśli φ: A→B i ψ: A→B są równoległą parą morfizmów, to koekwalizatorem tej pary jest obiekt K wraz z morfizmem λ: B → K spełniającym następujące dwa warunki:
(i*) λφ = λψ,
(ii*) dla dowolnego obiektu X i dowolnego morfizmu ξ: B → X spełniającego warunek ξφ = ξψ istnieje jeden i tylko jeden morfizm θ: K → X taki, że θλ = ξ.
Jeśli para φ, ψ ma koekwalizator λ, to jest on wyznaczony jednoznacznie z dokładnością do izomorfizmu oraz jest epimorfizmem.
W kategoriach Set i Top koekwalizatorem równoległej pary φ, ψ mofizmów jest obiekt ilorazowy K = B/~, gdzie ~ jest najmniejszą relacją równoważności w B taką, że φ(a) ~ ψ(a) dla każdego a ∈ A, wraz z kanoniczną suriekcją λ: B → B/~.
Natomiast w kategorii Grp należy dzielić grupę B przez podgrupę normalną generowaną przez wszystkie ilorazy φ(a)ψ(a)–1, a ∈ A.

## Jądro i kojądro morfizmu
Załóżmy, że kategoria {\displaystyle {\mathfrak {A}}} ma obiekt zerowy i morfizmy zerowe 0A,B: A → B. Jądro morfizmu φ: A → B to ekwalizator pary φ, 0A,B.
W kategoriach Grp, Ab, VectK jądrem morfizmu jest przeciwobraz elementu neutralnego.
Dualnie, kojądro morfizmu φ: A → B to koekwalizator pary φ, 0A,B.
W kategoriach Ab i VectK kojądrem morfizmu jest epimorfizm kanoniczny π: B → B/N, gdzie N = φ(A); w kategorii Grp jako N należy wziąć najmniejszą podgrupę normalną zawierającą φ(A).